# Natura 2000-område nr. 48 Stubbe Sø
Natura 2000-område nr. 48 Stubbe Sø er et EU-habitatområde (H44) der har et areal på i alt 778 hektar, hvoraf søen udgør ca. halvdelen af området. Stubbe Sø er den største sø på Djursland og den tredjestørste i Jylland. Det er en stor, næringsrig, lavvandet sø på knap 4 km² (376 ha). Søen var oprindeligt enden af en fjord, der gik fra Kattegat lidt nord for Dråby Strand og ind i landet. Den ligger i et sø- og moseterræn nordøst for Mols Bjerge, og har afløb via Havmølle Å til Kattegat. Oprindelig var det en hedesø, omgivet af lyngbakker, men beplantning har ændret landskabet, der nu mest består af mørke nåleskove med en lysere bræmme af el og birk ned mod søen.
Søen er udpeget fordi den har stor betydning som yngle- og især rasteområde for store flokke af gæs, ænder, lappedykkere og skallesluger.
Der ses desuden jævnligt rovfugle som havørn og fiskeørn ved søen. Spor efter odder er fundet omkring søens udløb i Havmølle Å.

## Målsætning for området
Den overordnede målsætning for Natura 2000-området er at områdets højmoser sikres,
opnår en høj naturtilstand og udvides hvor de naturgivne forhold gør det muligt.

## §3-naturtyper
Af det samlede areal på 778 hektar er 440 ha (57%) af arealet omfattet af naturbeskyttelseslovens § 3, hvoraf 379 hektar er søer 31 ha er mose, 26 ha fersk eng, 4 ha overdrev og der er 3,5 km vandløb. Derudover er der 262 ha skov , hvoraf 198 ha er nåleskov, mens resten er løvskov.

## Fredninger
Stubbe Sø og områder omkring (381 ha) blev i 1963 fredet for at beskytte de landskabelige værdier. Fugleværnsfonden ejer et 23 hektar stort fuglereservat på nordøstsiden af søen, som er offentligt tilgængeligt . Området er en del af Nationalpark Mols Bjerge.
Natura 2000-planen er vedtaget i 2011, hvorefter kommunalbestyrelserne
og Naturstyrelsen udarbejdede bindende handleplaner for
gennemførelsen af planen. Planen videreføres og videreudvikles i senere planperioder.. Natura 2000-området ligger i Syddjurs Kommune, og naturplanen er koordineret med vandplanen 1.6 Djursland

## Eksterne kilder og henvisninger
1. ↑  Miljøstyrelsen Midtjylland (juni 2023). "Naturplan 2022-2027  Natura 2000-område nr. 48 Stubbe Sø" (PDF). mst.dk. Miljøstyrelsen. Arkiveret (PDF) fra originalen 20. maj 2024. Hentet 20. maj 2024.
2. ↑  
Miljøstyrelsen Midtjylland (november 2021). "Revideret basisanalyse 2022-2027  Natura 2000-område nr. 48 Stubbe Sø" (PDF). mst.dk. Miljøstyrelsen. Arkiveret (PDF) fra originalen 20. maj 2024. Hentet 20. maj 2024.
3. ↑  Om fredningen  på fredninger.dk
4. ↑  "Natura 2000-planlægning 2022-2027". mst.dk. Miljøstyrelsen. 2023. Arkiveret fra originalen 29. marts 2024. Hentet 11. maj 2024.

- Kort over området på miljoegis.mim.dk hentet 19. maj 2024